# Semmai semiplay
Semmai semiplay è un album dei Mariposa pubblicato nel 2011.

## Tracce
1. Pterodattili – 5:43
2. Santa Gina – 4:05
3. Chambre – 3:43
4. Tre mosse – 3:51
5. Black Baby Hallucination – 7:36
6. Eccetera eccetera – 3:26
7. Con grande stile – 3:18
8. Paesaggio Indoor – 2:26
9. So You Can Live with Song – 5:40
10. Come un cane – 4:52
11. Ma solo un lago – 4:01

## Formazione
- Alessandro Fiori - voce, chitarra elettrica, violino
- Gianluca Giusti - wurlitzer, sintetizzatore
- Michele Orvieti - tastiere, orvietronics
- Enrico Gabrielli - sintetizzatore, fiati, fisarmonica giocattolo
- Rocco Marchi - chitarra elettrica, basso elettrico, moog
- Enzo Cimino - batteria
- Valerio Canè - basso elettrico, voce, armonica, theremin